# Smithia hirsuta
Smithia hirsuta är en ärtväxtart som beskrevs av Nicol Alexander Dalzell. Smithia hirsuta ingår i släktet Smithia och familjen ärtväxter. IUCN kategoriserar arten globalt som livskraftig. Inga underarter finns listade i Catalogue of Life.

## Bildgalleri

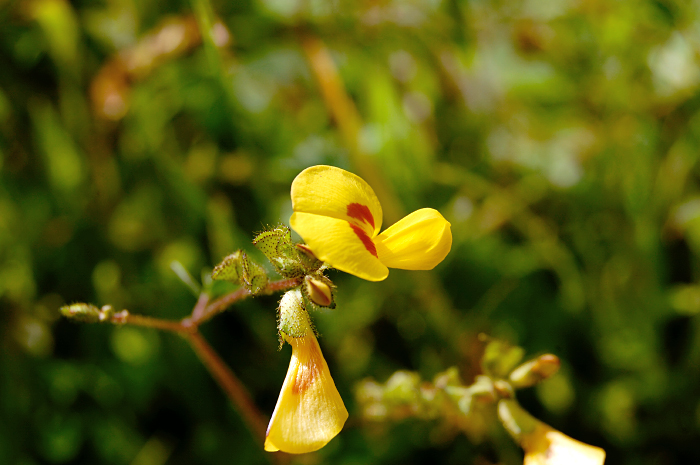
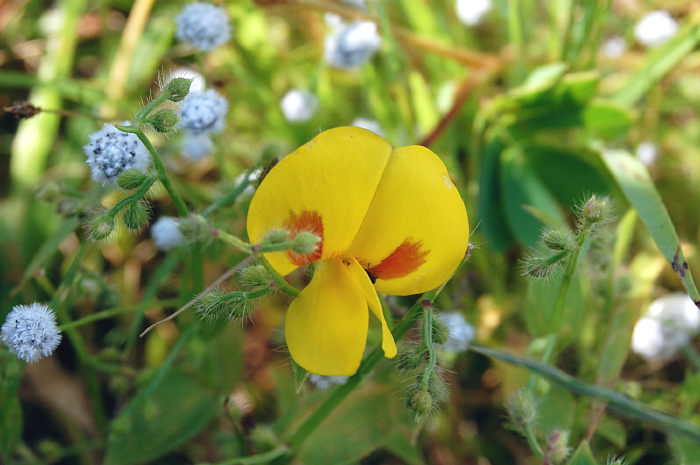